# Rochedo Percé

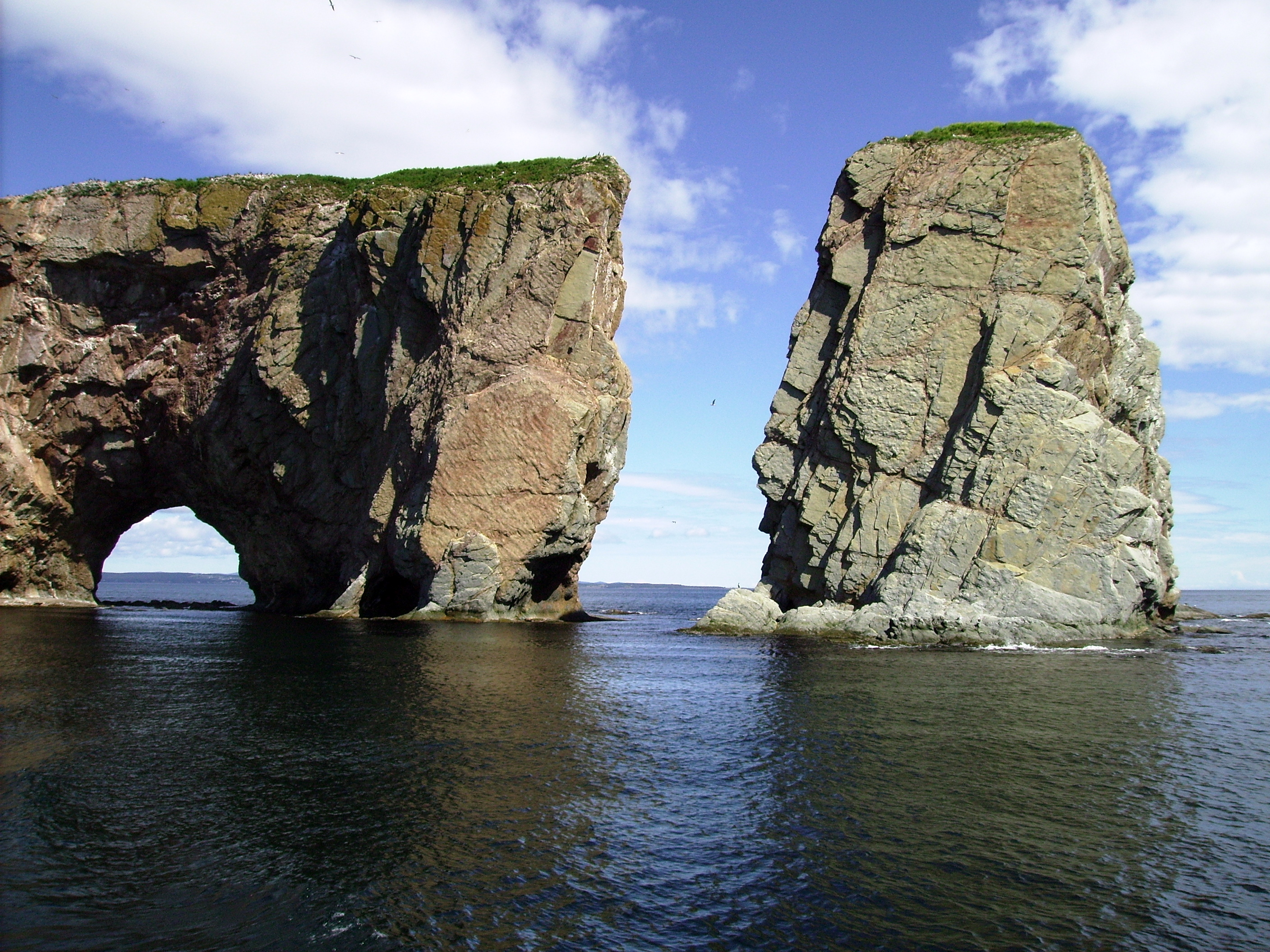
Rocha Percé na forma atual com um arco.

O Rochedo Percé (em francês rocher Percé) é um grande bloco de formação rochosa situada no Golfo de Saint Lawrence em  Quebec, Canadá. A rocha vista de longe, assemelha-se e um grande navio afundando.
É um dos mais proeminentes arco natural do planeta e considerado um cartão postal e símbolo da província de Quebec. É a maior atração turística da península.